# Войніджешть
Войніджешть, Войніджешті (рум. Voinigești) — село у повіті Горж в Румунії. Входить до складу комуни Белешть.
Село розташоване на відстані 233 км на захід від Бухареста, 3 км на південний захід від Тиргу-Жіу, 88 км на північний захід від Крайови.

## Населення
За даними перепису населення 2002 року у селі проживали 125 осіб, з них 124 особи (99,2%) румунів. Усі жителі села рідною мовою назвали румунську.